# Жага (Бовець)
Жага (словен. Žaga) — поселення на правому березі річки Соча в общині Бовець, Регіон Горишка, Словенія. Висота над рівнем моря: 419,1 м.

## Географія

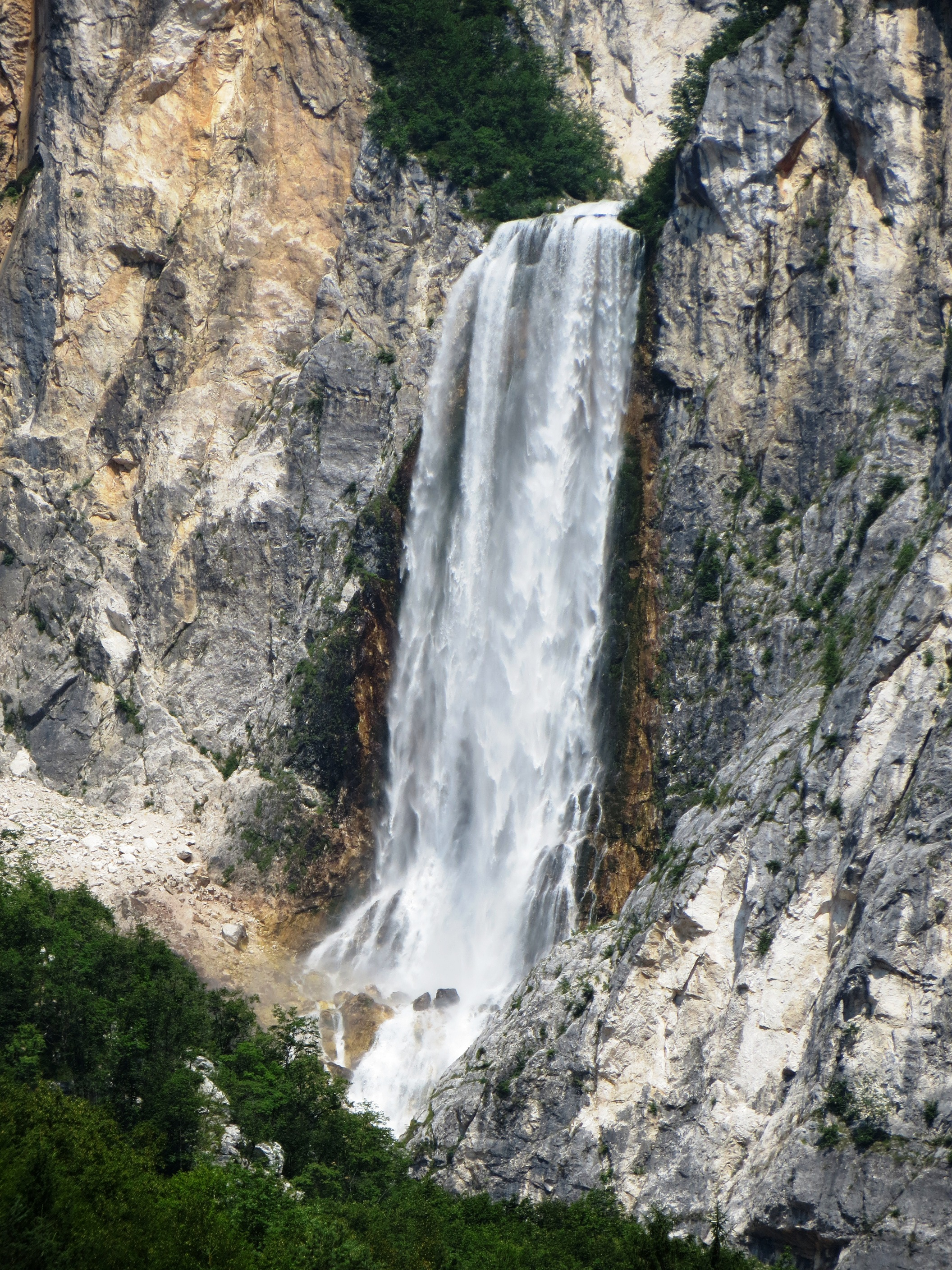
Водоспад Бока

Неподалік від села розташована печера Вртоглавіца.
У північно-східній частині поселення є водоспад Бока. Також є два інших водоспади в західній частині поселення.